# محضاي (حبيش)

تعديل مصدري - تعديل

محضاي هي إحدى قرى عزلة الصدر بمديرية حبيش التابعة لمحافظة إب، بلغ تعداد سكانها 307 نسمة حسب تعداد اليمن لعام 2004.